# Дом Огарёва
Дом Огарёва (дом Огарёва — Лобанова-Ростовского) — памятник архитектуры XVIII—XX вв. регионального значения в Москве. Адрес основного здания: Большая Никитская улица, дом 23/14/9. Дом расположен на углу Большой Никитской улицы, Никитского бульвара и Калашного переулка. В настоящее время дом занимает театр «У Никитских ворот».

## История
Основная часть здания относится к XVIII веку. По состоянию на 1753 год им владел коллежский советник С. Е. Молчанов. В дальнейшем усадьба перешла к тайному советнику Н. Н. Салтыкову, который подарил его дочери, вышедшей замуж за князя Я. И. Лобанова-Ростовского. В начале XIX века домом владел министр внутренних дел Д. И. Лобанов-Ростовский. После пожара 1812 года дом купил и перестроил в стиле ампир историк Д. Н. Бантыш-Каменский.
С 1824 года усадьбой владел П. Б. Огарёв. В доме прошли детство и юность его сына, поэта и мыслителя Н. П. Огарёва. В доме часто собирался кружок либерально настроенной молодёжи, в который входили А. И. Герцен, В. В. Пассек и другие. В 1834 году участники кружка были арестованы и наказаны.